# Медик (футбольний клуб, Моршин)
Футбольний клуб «Медик» — український футбольний клуб, з міста Моршин Львівської області.

## Історія
До 1993 року команда виступала в аматорських змаганнях обласного рівня.
В сезоні 1993/94 клуб дебютував в перехідній лізі чемпіонату України, де зайняв останнє місце і повернувся на аматорський рівень.
В сезонах 1994/95 i 1996/97 виступав в першостях України серед аматорів.
Пізніше виступав в аматорських змаганнях Львівської області.

## Всі сезони в незалежній Україні
| Сезон   | Чемпіонат | Чемпіонат | Чемпіонат | Чемпіонат | Чемпіонат | Чемпіонат | Чемпіонат | Чемпіонат | Кубок | Кубок | Кубок | Кубок | Кубок | Кубок | Кубок | Примітка |
| Сезон   | Ліга      | Місце     | І         | В         | Н         | П         | М         | О         | Етап  | І     | В     | Н     | П     | М     | О     | Примітка |
| ------- | --------- | --------- | --------- | --------- | --------- | --------- | --------- | --------- | ----- | ----- | ----- | ----- | ----- | ----- | ----- | -------- |
| 1993/94 | Перехідна | 18 з 18   | 34        | 3         | 4         | 27        | 14−77     | 10        | —     | —     | —     | —     | —     | —     | —     |          |
| Всього  | Перехідна | 1 сезон   | 34        | 3         | 4         | 27        | 14−77     | 10        | —     | —     | —     | —     | —     | —     | —     |          |